# 聖島 (克萊德灣)
聖島是蘇格蘭的島嶼，位於大西洋海域，屬於英倫諸島的一部分，長3公里、寬1公里，面積2.53平方公里，最高點海拔高度314米，2001年人口僅13人。

## 外部連結
- The Holy Island Project web site （页面存档备份，存于）
- Movie of images taken on the island （页面存档备份，存于）